# Kochavalli, Sringeri
Kochavalli là một làng thuộc tehsil Sringeri, huyện Chikmagalur, bang Karnataka, Ấn Độ.